# Kościół Podwyższenia Krzyża Świętego w Obórkach
Kościół Podwyższenia Krzyża Świętego – rzymskokatolicki kościół filialny w miejscowości Obórki (województwo opolskie). Świątynia należy do parafii św. Stanisława Biskupa w Przylesiu w dekanacie Grodków, diecezji opolskiej. 

## Historia kościoła
Kościół został wybudowany w latach 1981–1986.